# Свети мученици Аверкије и Јелена
Свети мученици Аверкије и Јелена су хришћански светитељи и мученици из 2. века.
По хришћанском предању Аверкије и Јелена су били деца светог апостола Алфеја, а рођени брат и сестра светим апостолима: Јакову Алфејевом и јеванђелисти Матеју. Током прогона хришћана били су ухваћени и мучени. Свети Аверкије је наг био везан за дрво усред роја пчела. Умро је од мноштва уједа пчела; а његова сестра света Јелена је убијена камењем. 
Православна црква прославља свете мученике Аверкија и Јелену 26. маја.